# Paul Rée
Paul Ludwig Carl Heinrich Rée (Neu Bartelshagen, 21 novembre 1849 – Celerina, 28 ottobre 1900) è stato un filosofo, scrittore e aforista tedesco, migliore amico del filosofo tedesco Nietzsche, che d'altra parte lo criticherà nella prefazione di Genealogia della morale (§ 4).

## Biografia
Di origine ebraica e figlio di un uomo d'affari, all'Università di Lipsia studia giurisprudenza, che in seguito abbandonerà per filosofia. Negli ultimi anni si laurerà in medicina. Inizialmente legge Schopenhauer e alcuni scrittori francesi come La Bruyère e La Rochefoucauld. Nella seconda fase si interessa a Darwin e ad altri positivisti. Raccoglie i suoi studi nel primo scritto Osservazioni psicologiche, dove descrive la natura umana attraverso l'utilizzo  degli aforismi (stesso metodo utilizzato, successivamente, da Nietzsche). Il secondo trattato, influenzato dalla lettura di Darwin, è Origine dei sentimenti morali. A questo seguirà un'altra opera e lo scritto, postumo, Filosofia.
Paul Rée nel 1882 visse a Berlino, per qualche tempo, in libera unione con Lou Salomé. Friedrich Nietzsche se ne era innamorato e le aveva chiesto di sposarlo. Il suo rifiuto, in nome della sopravvivenza dell'amicizia, causò l'interruzione del rapporto tra Rée e Nietzsche, che si sentì tradito.
Dopo che Lou Salomé lo lasciò per Friedrich Andreas, Rée andò a Stibbe dove esercitò, per 10 anni, la professione di medico gratuitamente a favore dei contadini della vasta tenuta di famiglia amministrata dal fratello Georg Rée. 
Visto solitamente a passeggiare senza compagnia di nessuno, venne da alcuni considerato un eccentrico e, da altri, un "santo".
Non sembra aver avuto altre relazioni o amicizie femminili dopo Lou.
Nel 1900 si trasferì a Celerina (Engandina). Il 28 ottobre dello stesso anno fu trovato morto nel fiume Inn, probabilmente suicida.